# Georg Hägg
Torsten Georg Enar Alfred Hägg, född 31 augusti 1903 i Amsberg, Dalarna, död 1983, var en svensk målare, tecknare och reklamkonstnär. 
Hägg bedrev självstudier under resor till England, Frankrike och Italien. Hans konst består av landskapsmotiv från Småland och porträtt. Bland hans bättre porträtt räknas de han målade av Prins Carl, landshövding Ekman och direktör Sahlin. Hägg är representerad vid Waldemarsudde i Stockholm och Vänersborgs museum.